# Mountlake Terrace

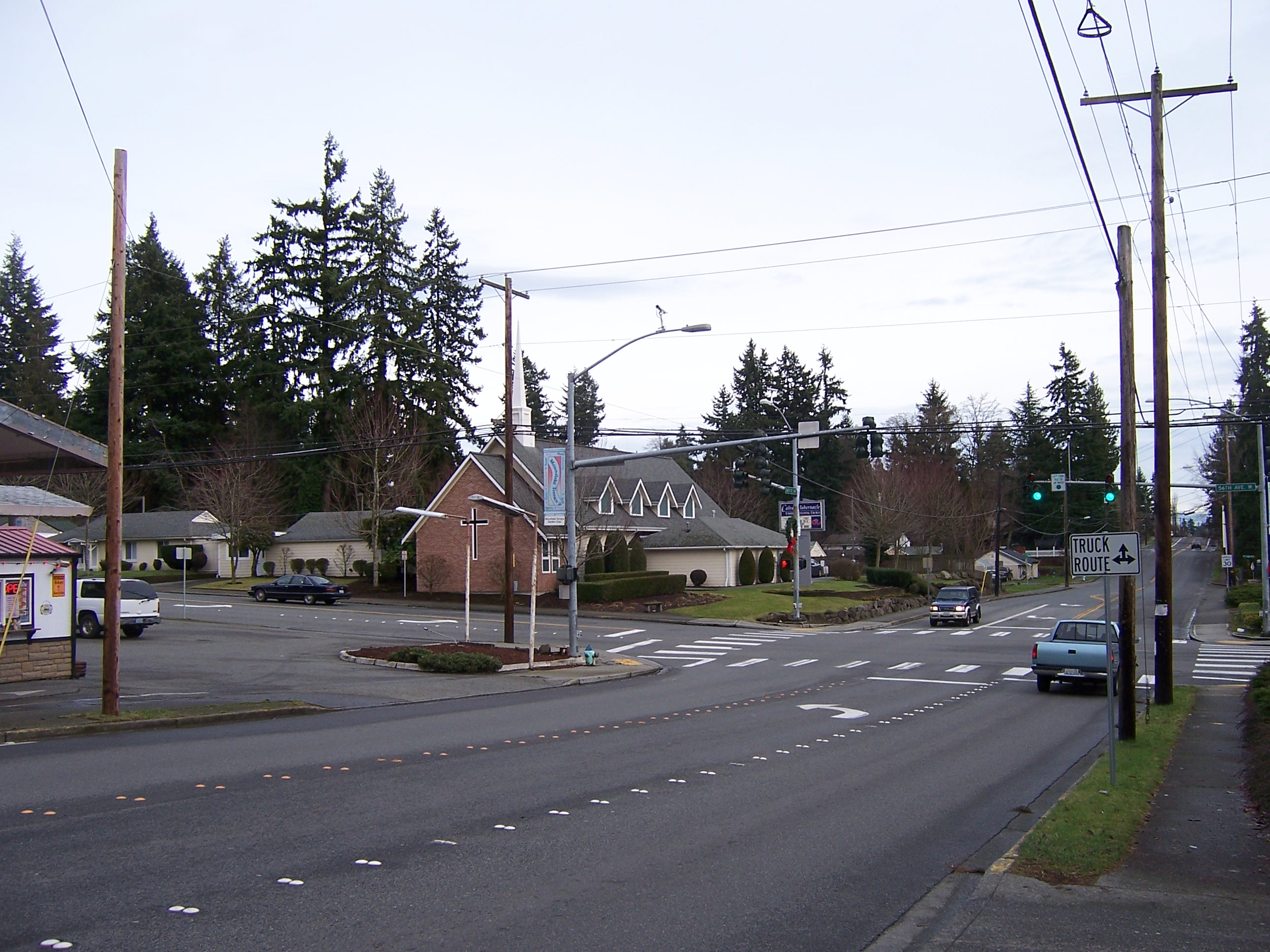
Křižovatka dvou ulic nedaleko centra města.

Mountlake Terrace je město v okrese Snohomish v americkém státě Washington, východně od města Edmonds, jižně od Lynnwoodu a západně od Brieru. Jeho jižní hranice je rovněž částí severní hranice okresu King. Svislým směrem prochází městem mezistátní dálnice Interstate 5, která zde má tři exity. V roce 2010 ve městě žilo 19 909 obyvatel.

## Historie
Ještě v devatenáctém století bylo území dnešního Mountlake Terrace hustě zalesněno. Původní obyvatelé jím procházeli při lovech, sběru plodů nebo sběru kořínků. Roku 1862 tuto zalesněnou půdu zakoupila společnost Puget Mill Company. V roce 1900 byla většina lesů v okrese Snohomish již vymýcena, takže svou půdu společnost rozdělila do 10akrových drůbežích farem. V té době bylo zdejší území známo pod názvem Alderwood Manor a nové statky dokonce přilákaly nové obyvatele do oblasti, kteří přišli nejen chovat drůbež, ale také norky a činčily, takže společnost slavila nevelký úspěch. Jednodušší přístup do města poskytla roku 1910 meziměstská železnice spojující Tacomu a Everett. Při Velké hospodářské krizi mnoho farem zbankrotovalo a roku 1939 došlo i na železnici.
Velkou část dnešního Mountlake Terrace využívala při 2. sv. válce americká vláda jako přistávací plochu pro své letectvo. Po válce vláda prodala tuto půdu Albertu LaPierrovi a Jacku Petersonovi, kteří na ní postavili skromné škvárobetonové domy a pojmenovali je Mountlake Terrace, jelikož z některých částí tohoto sídliště byla vidět jak sopka Mount Rainier, tak Washingtonovo jezero.

### Začlenění
Roku 1954 žilo na území mezi ulicemi 244th Street, 216th Street, 48th Avenue a 68th Avenue 5 tisíc lidí. Tehdejší infrastruktura byla tímto nečekaným růstem zahlcena - lidé museli celý rok čekat na společné telefonní připojení, ulice byly nezpevněné a sanitaci domů zajišťovaly individuální septické systémy. Nejbližší policejní stanice se nacházela v Everettu, zhruba 25 kilometrů na sever od města. Jeden z obyvatelů města, Patrick McMahan, založil městskou studijní komisi, která vedla kampaň k začlenění obce. Volby tuto kampaň podpořily a rovnou byla zvolena i pětičlenná městská rada. Ta měla své první jednání už den po volbách a dosadila na místo starosty pětatřicetiletého vlastníka obchodu s nářadím, Gilberta Geisera. Ten musel městu půjčit pět dolarů na vyplnění začleňovacích papírů. Tak se stalo 29. listopadu 1954, kdy se Mountlake Terrace stalo městem třetí třídy.

### Brzký růst
V 50. letech minulého století se počet obyvatel města zdvojnásobil, k čemuž málem došlo i v následujícím desetiletí. Malé podniky vzkvétaly ve dvou obchodních centrech uprostřed města, na půdě poskytnuté místními staviteli. Ti také poskytli půdu několika kostelům, jako byla Farnost sv. Pia X., která uspořádala svou první mši v červnu 1955. Společnost John Fluke Corporation sem přesunula své elektronické centrum ze Seattlu v roce 1959. V roce 1961 bylo schváleno postavení radnice.

### Zpomalení růstu
Nejprve bylo na město nahlíženo jako na komunitu přímo závislou na Seattlu, kde mnozí zdejší obyvatelé pracovali a kam dojížděli pomocí aut. Místní vůdci ale považovali město za soběstačné a jeho centrum za životaschopné. Tomu samozřejmě pomohl přesun firmy Fluke do města, vybudování dvou dlouhých obchodních center a radnice. V 80. letech minulého století ale přišel útlum růstu města. Společnost Boeing zažila obrovský propad v obchodech (až 75 % zaměstnanců továrny v Everettu přišlo o práci), nedaleký Lynnwood otevřel velké obchodní centrum Alderwood Mall, které přilákalo do svých prostor některé podnikatele z centra Mountlake Terrace a dva požáry v centru města roku 1990 také způsobily významné ztráty. Už v roce 1981 se Fluke přesunul na sever do Everettu a při sčítání lidu o rok dříve bylo zjištěno, že za předchozích 10 let přišlo město o 5 procent své populace. Rozpočet města byl stále snižován a snižován, ale i přesto město vstoupilo do roku 1989 se schodkem 1,3 milionu dolarů.

### Nedávná historie
Na počátku nového tisíciletí se město dočkalo nové stavby na 56th Avenue a v roce 2006 vytvořilo plán na obnovení dříve prosperujícího centra a podporu ekonomické aktivity zdejších obyvatel. Největším zaměstnavatelem byla tehdy s 2 400 zaměstnanci zdravotní pojišťovna Premera Blue Cross.
Nový plán fungující od února 2007 povoluje stavbu až sedmipatrových budov smíšeného využití v centrálním bloku města, zatímco v okolních blocích byl limit zvednut na 5 pater. Původně byl limit třípatrový. Plán pomalu nabírá správný směr, například na křižovatce 236th Street a 56th Avenue probíhá obrovská stavba, která vyhnala z oblasti několik menších podniků.

## Geografie
Rozloha města je 10,7 km², z čehož vše je souš. Na jihozápadě města se nachází park, ve kterém se rozprostírá Ballingerovo jezero s rybářským molem a zázemí pro lodě. Jezero se z části nachází i v sousedním městě Edmonds.

## Demografie
Z 19 909 obyvatel, kteří zde žili roku 2010, tvořili 72 % běloši, 11 % Asiaté a 4 % Afroameričané. 11 % obyvatel bylo hispánského původu. Město sice spadá pod školní obvod Edmonds, ale má vlastní střední školu, Mountlake Terrace High School.